# Нильсен, Мортен
Мортен Нильсен (3 января 1922 г., Ольборг, Дания — 29 августа 1944) — датский поэт.

## Биография
Родился в Ольборге. Сын учителя. С 1940 года учился на литературно-историческом отделении Копенгагенского университета. Участник Движения Сопротивления. Был сотрудником нелегальных изданий. В 1942 году стал членом боевой группы. При жизни был опубликован небольшой сборник стихов «Войны без оружия» (1943). Погиб в Копенгагене от случайной пули незадолго до освобождения. Стихи Мортена Нильсена переводили Е. Аксельрод, П. Мамонов, А. Ревич.

## Сочинения
- Войны без оружия (Krigere uden Vaaben) 1943.
- Посмертные стихи (Efterladte Digte) 1945.
- Неизданное 1954.

## На русском языке
- Из современной датской поэзии: Сборник. Пер. с дат.; Составл. Б. Ерхова; Предисл. В. Топорова. М.: Радуга, 1983. — С.54-74.